# Protozooplâncton
Protozooplâncton são protistas planctônicos, geralmente pequenos, variando de 10 a 240 μm.
Podem ser tratados de forma separada do zooplâncton, constituindo o chamado "protozooplâncton".
Os principais grupos de protistas marinhos são os foraminíferos, radiolários ciliados pelágicos.
A deposição de carapaças de protistas marinhos em longo termo pode formar vazas oceânicas.
Os protistas marinhos geralmente se alimentam de pico, nano e microplâncton (este último incluindo pequenos animais, como nematóides e microcrustáceos), além de material em suspensão na água do mar.